# Ле-Пьё (кантон)
Ле-Пьё (фр. Pieux) — кантон во Франции, находится в регионе Нормандия, департамент Манш. Входит в состав округа Шербур.

## История
До 2015 года в состав кантона входили коммуны Бенуавиль, Брикебоск, Гровиль, Ле-Пьё, Ле-Розель, Пьервиль, Сен-Жермен-ла-Гайар, Сен-Кристоф-дю-Фок, Сиювиль-Аг, Сотвиль, Сюртенвиль, Треовиль, Фламанвиль, Эльвиль и Эовиль.
В результате реформы 2015 года  состав кантона был изменен. В него были включены коммуны упраздненного кантона Барнвиль-Картере.
1 января 2019 года коммуны Порбай, Сен-Ло-д’Урвиль и Деннвиль кантона Креанс образовали новую коммуну Пор-Бай-сюр-Мер.

## Состав кантона с 1 января 2019 года
В состав кантона входят коммуны (население по данным Национального института статистики за 2018 г.):
- Барнвиль-Картере (2 235 чел.)
- Бенуавиль (613 чел.)
- Бобиньи (142 чел.)
- Брикебоск (594 чел.)
- Гровиль (786 чел.)
- Ла-Э-д’Экто (266 чел.)
- Ле-Мениль (220 чел.)
- Ле-Муатье-д’Алон (704 чел.)
- Ле-Пьё (3 222 чел.)
- Ле-Розель (251 чел.)
- Пор-Бай-сюр-Мер (2 567 чел.)
- Пьервиль (741 чел.)
- Сен-Жан-де-ла-Ривьер (352 чел.)
- Сен-Жермен-ла-Гайар (749 чел.)
- Сен-Жорж-де-ла-Ривьер (284 чел.)
- Сен-Кристоф-дю-Фок (424 чел.)
- Сен-Морис-ан-Котантен (256 чел.)
- Сен-Пьер-д’Артеглиз (149 чел.)
- Сеновиль (194 чел.)
- Сиювиль-Аг (992 чел.)
- Сортосвиль-ан-Бомон (313 чел.)
- Сотвиль (465 чел.)
- Сюртенвиль (1 166 чел.)
- Треовиль (742 чел.)
- Фламанвиль (1 766 чел.)
- Фьервиль-ле-Мин (343 чел.)
- Эльвиль (536 чел.)
- Эовиль (463 чел.)

## Политика
На президентских выборах 2022 г. жители кантона отдали в 1-м туре Эмманюэлю Макрону 30,3 % голосов против 24,4 % у Марин Ле Пен и 17,2 % у Жана-Люка Меланшона; во 2-м туре в кантоне победил Макрон, получивший 57,5 % голосов. (2017 год. 1 тур: Эмманюэль Макрон – 23,7 %, Марин Ле Пен – 22,6 %, Франсуа Фийон – 19,9 %, Жан-Люк Меланшон – 18,2 %; 2 тур: Макрон – 64,5 %. 2012 год. 1 тур: Николя Саркози — 28,4 %, Франсуа Олланд — 26,2 %, Марин Ле Пен — 17,5 %; 2 тур: Олланд — 50,2 %).
С 2021 года кантон в Совете департамента Манш представляют Фредерика Бури (Frédérique Boury) и мэр коммуны Эовиль Бенуа Фидлен (Benoît Fidelin) (оба ― Разные левые).
|                | Кандидаты                   | Партия                   | Первый тур | Первый тур     | Второй тур | Второй тур |
| Кол-во голосов | Кандидаты                   | Партия                   | % голосов  | Кол-во голосов | % голосов  |            |
| -------------- | --------------------------- | ------------------------ | ---------- | -------------- | ---------- | ---------- |
|                | Фредерика Бури Бенуа Фидлен | Разные левые             | 2 316      | 45,21          | 2 942      | 58,71      |
|                | Софи Кобло Жак Лепети       | Прочие                   | 1 813      | 35,39          | 2 069      | 41,29      |
|                | Гислен Кутюрье Анаис Осиг   | Национальное объединение | 994        | 19,40          |            |            |

|                | Кандидаты                      | Партия                        | Первый тур | Первый тур     | Второй тур | Второй тур |
| Кол-во голосов | Кандидаты                      | Партия                        | % голосов  | Кол-во голосов | % голосов  |            |
| -------------- | ------------------------------ | ----------------------------- | ---------- | -------------- | ---------- | ---------- |
|                | Фредерика Бури Фредерик Руссо  | Разные левые                  | 2 837      | 36,55          | 3 817      | 55,25      |
|                | Стефан Пинабель Одиль Томине   | Союз демократов и независимых | 2 184      | 28,13          | 3 092      | 44,75      |
|                | Бастьян Бур Вивиан Рюэль       | Национальный фронт            | 2 017      | 25,98          |            |            |
|                | Жан-Мари Лаббе Летиция Лепрево | Коммунистическая партия       | 725        | 9,34           |            |            |